# Poodytes
Poodytes is een geslacht van zangvogels uit de familie van de Locustellidae. Er zijn vijf soorten waarvan er een is uitgestorven:
- Poodytes albolimbatus  –  Witvleugelgrasvogel
- Poodytes carteri  –  Spinifexzanger
- Poodytes gramineus  –  Dwerggrasvogel
- Poodytes punctatus  –  Varengrasvogel
- † Poodytes rufescens  –  Chathamgrasvogel